# Немски седмичен кинопреглед
Немски седмичен кинопреглед (на немски: Die Deutsche Wochenschau) е серия от пропагандни немски кинохроники от 1940 г. до края на Втората световна война.
След нахлуването в Полша (септември 1939 г.) и избухването на Втората световна война, нацистката пропаганда консолидира четирите съществуващи дотогава отделни кинопрегледа в един. Тези кинохроники (Ufa-Tonwoche, Deulig-Tonwoche, Tobis-Woche, Fox-Tönende Wochenschau) са обединени в един военновременен кинопреглед, запазвайки съответните си начални заглавия до юни 1940 година. След това, сливането е направено публично достояние чрез използването на едно общо ново заглавие: Die Deutsche Wochenschau.